# Крус-Алта (Риу-Гранди-ду-Сул)
Крус-Алта (порт. Cruz Alta)  —  муниципалитет в Бразилии, входит в штат Риу-Гранди-ду-Сул. Составная часть мезорегиона Северо-запад штата Риу-Гранди-ду-Сул. Входит в экономико-статистический  микрорегион Крус-Алта. Население составляет 63 450 человек на 2007 год. Занимает площадь 1 360,373 км². Плотность населения — 46,6 чел./км².
Праздник города — 18 августа.

## История
Город основан в 1821 году.

## Статистика
- Валовой внутренний продукт на 2004 составляет 637.533.994,00 реалов (данные: Бразильский институт географии и статистики).
- Валовой внутренний продукт на душу населения на 2004 составляет 9301,50 реалов (данные: Бразильский институт географии и статистики).
- Индекс развития человеческого потенциала на 2000 составляет 0,825 (данные: Программа развития ООН).

## Галерея

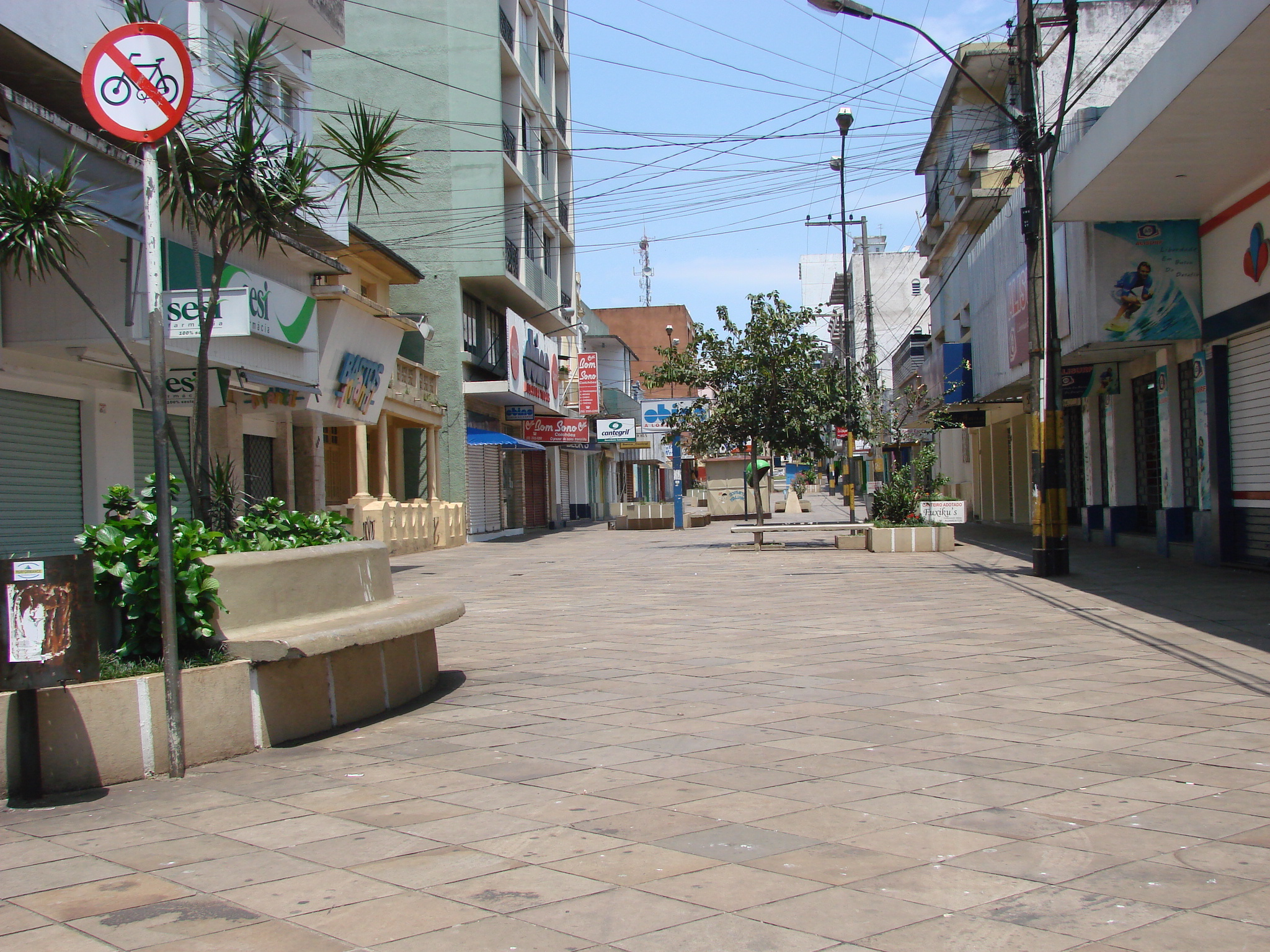
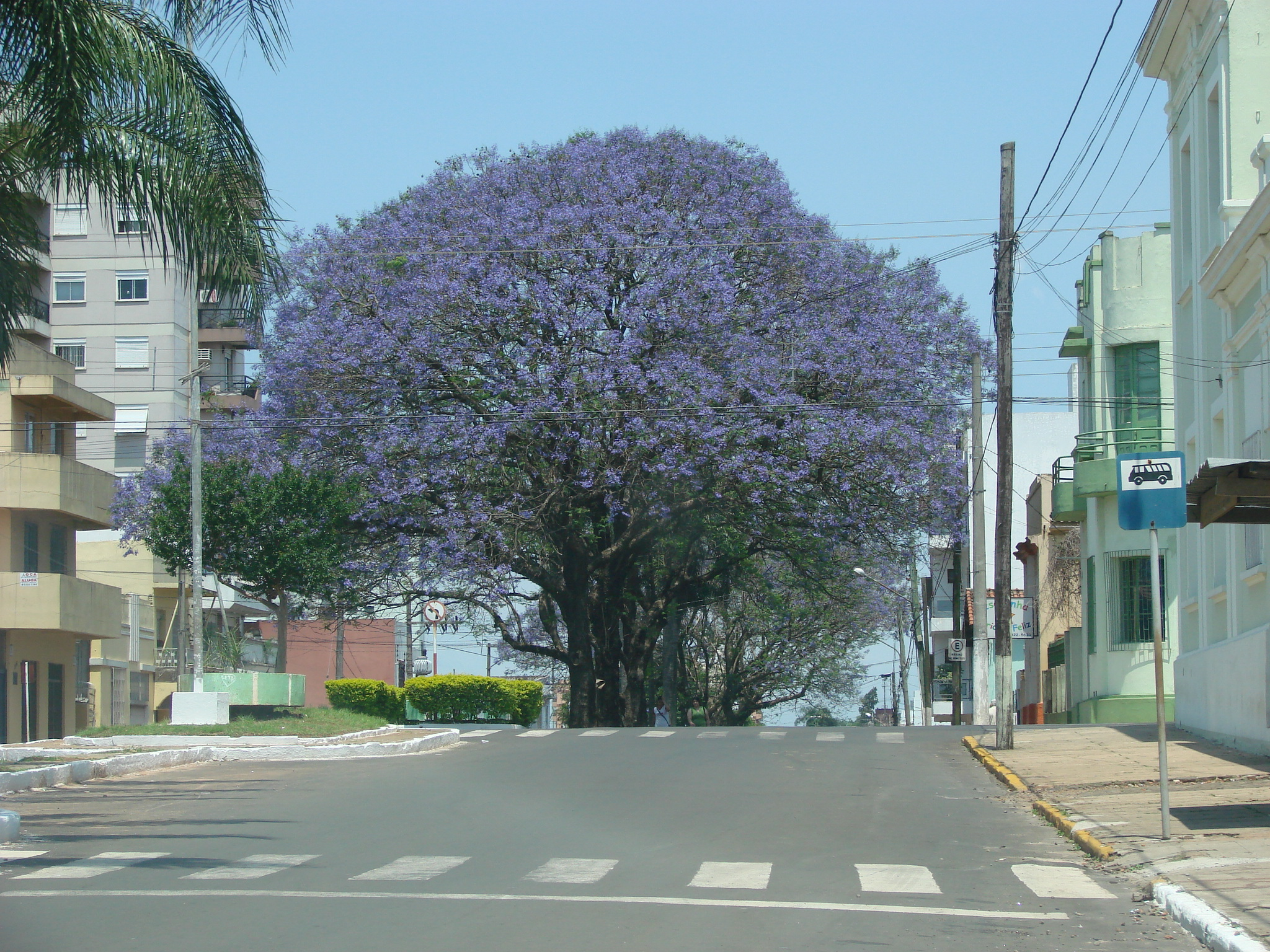
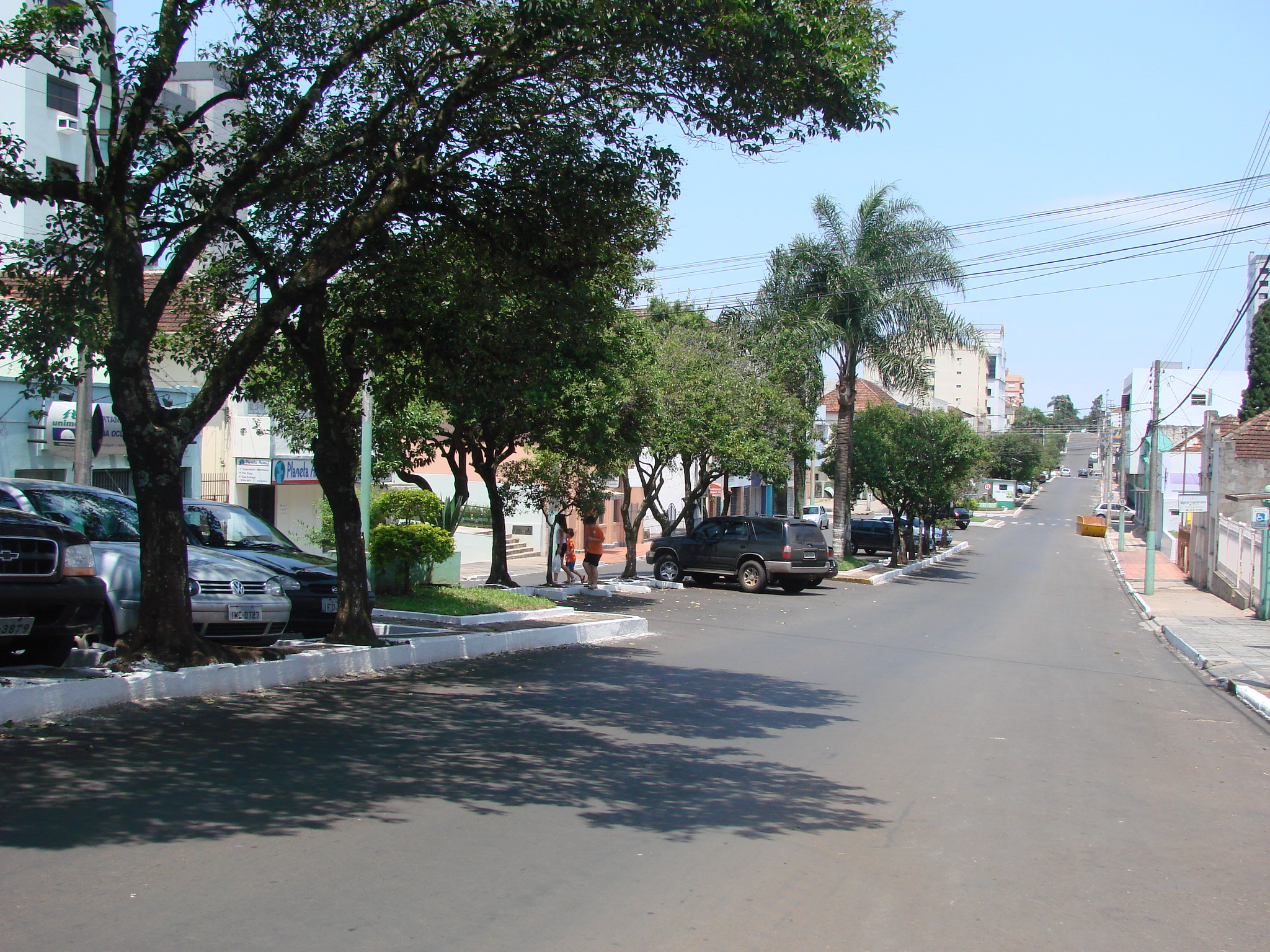
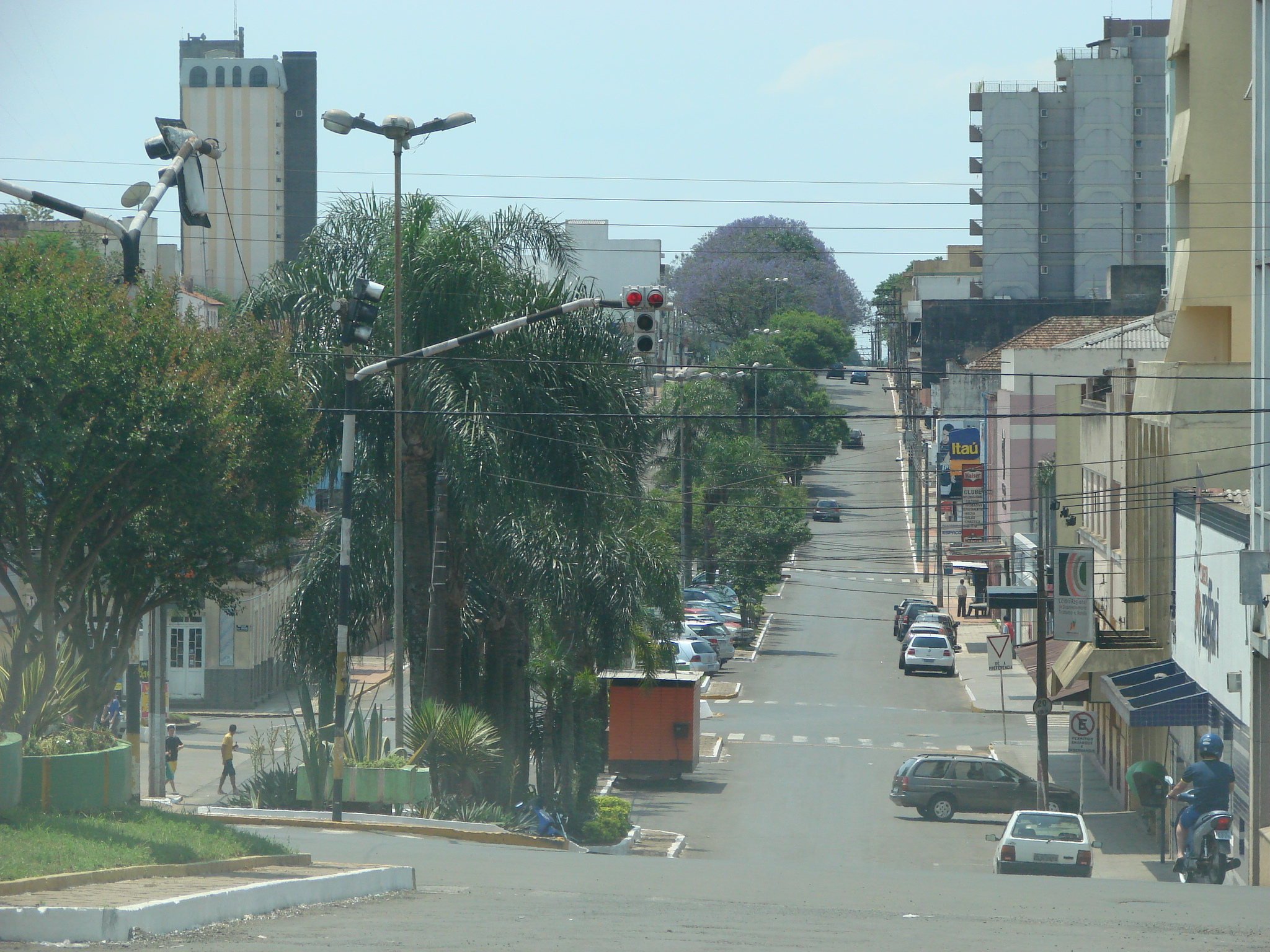
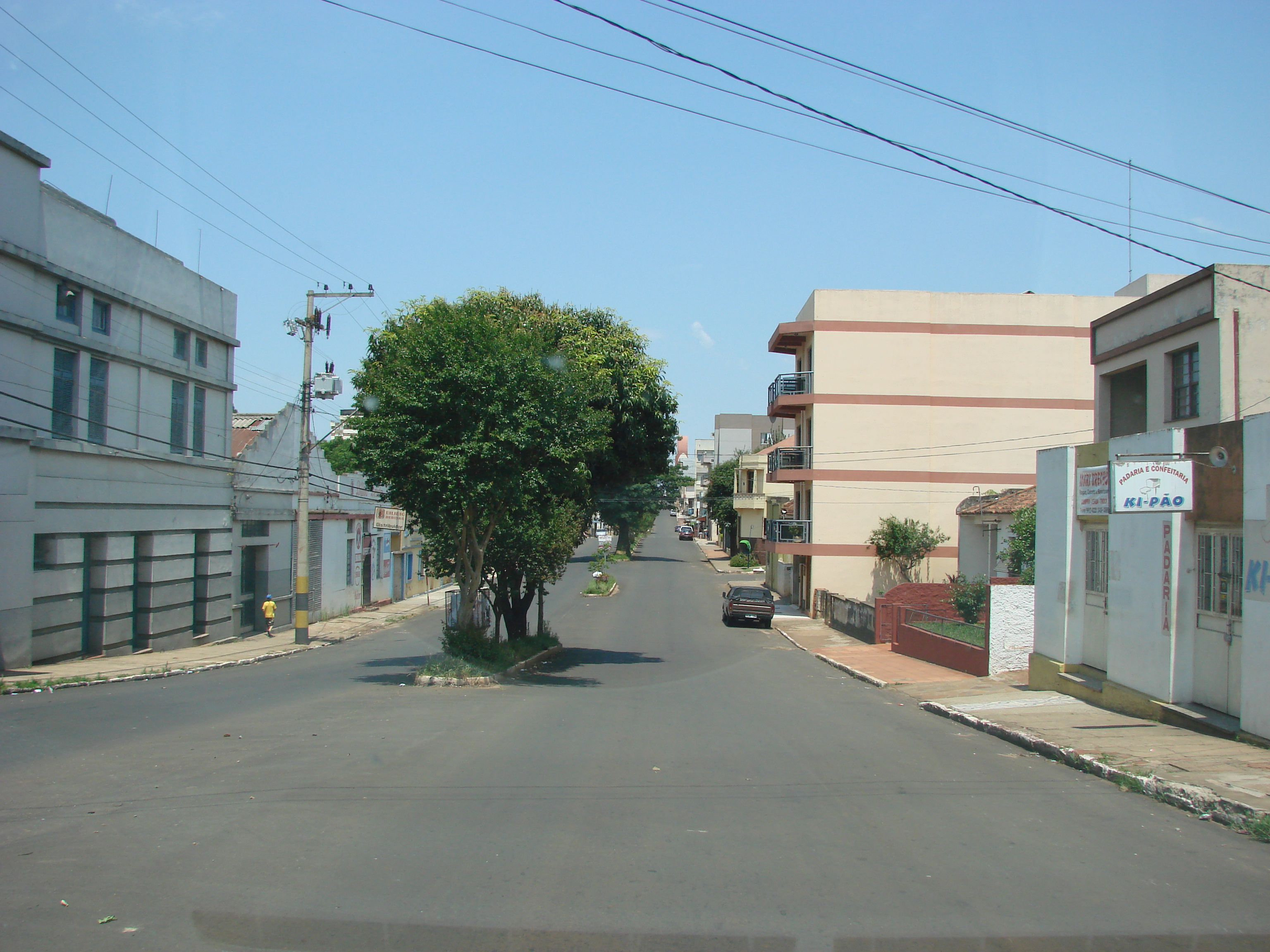
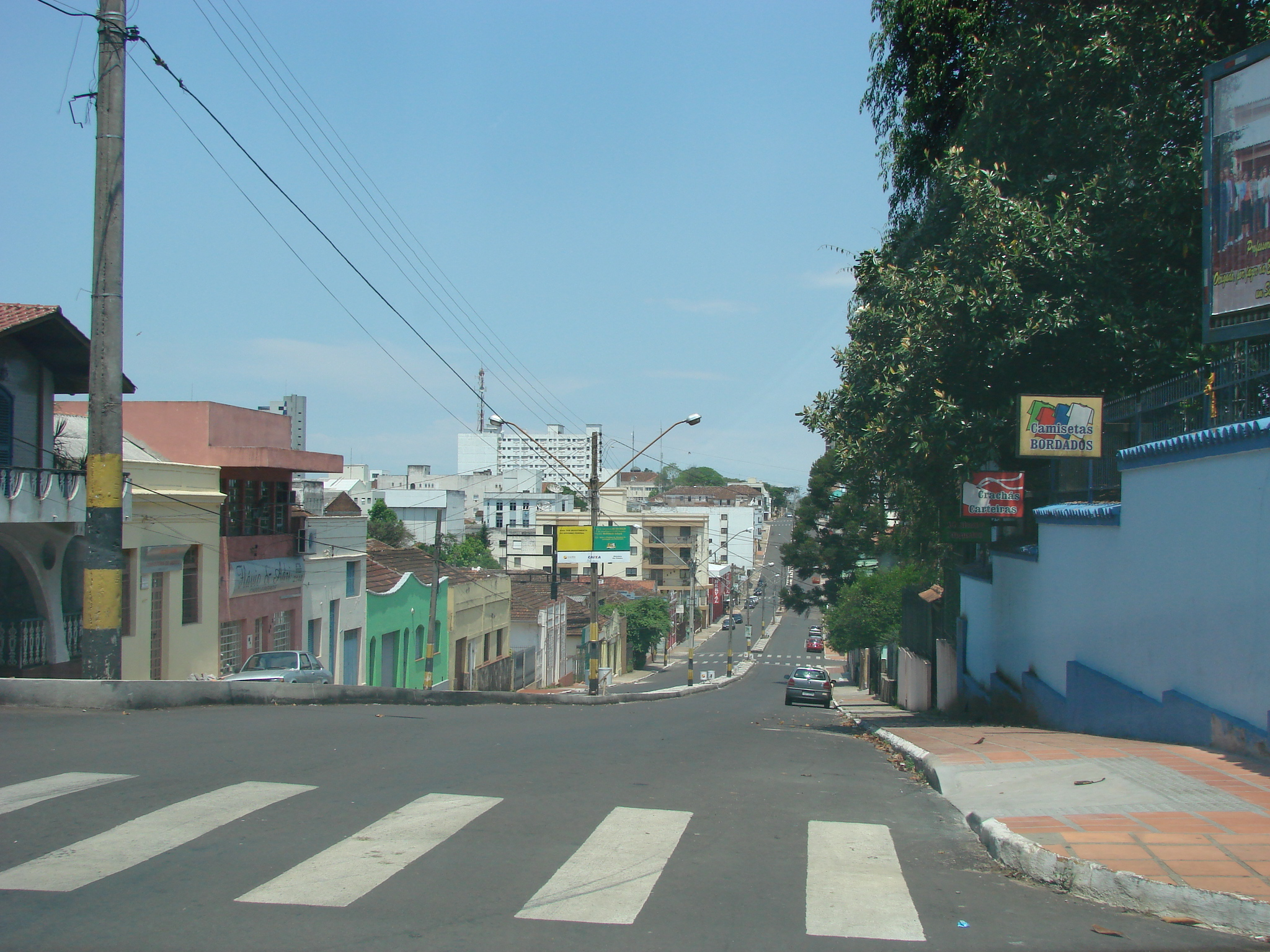
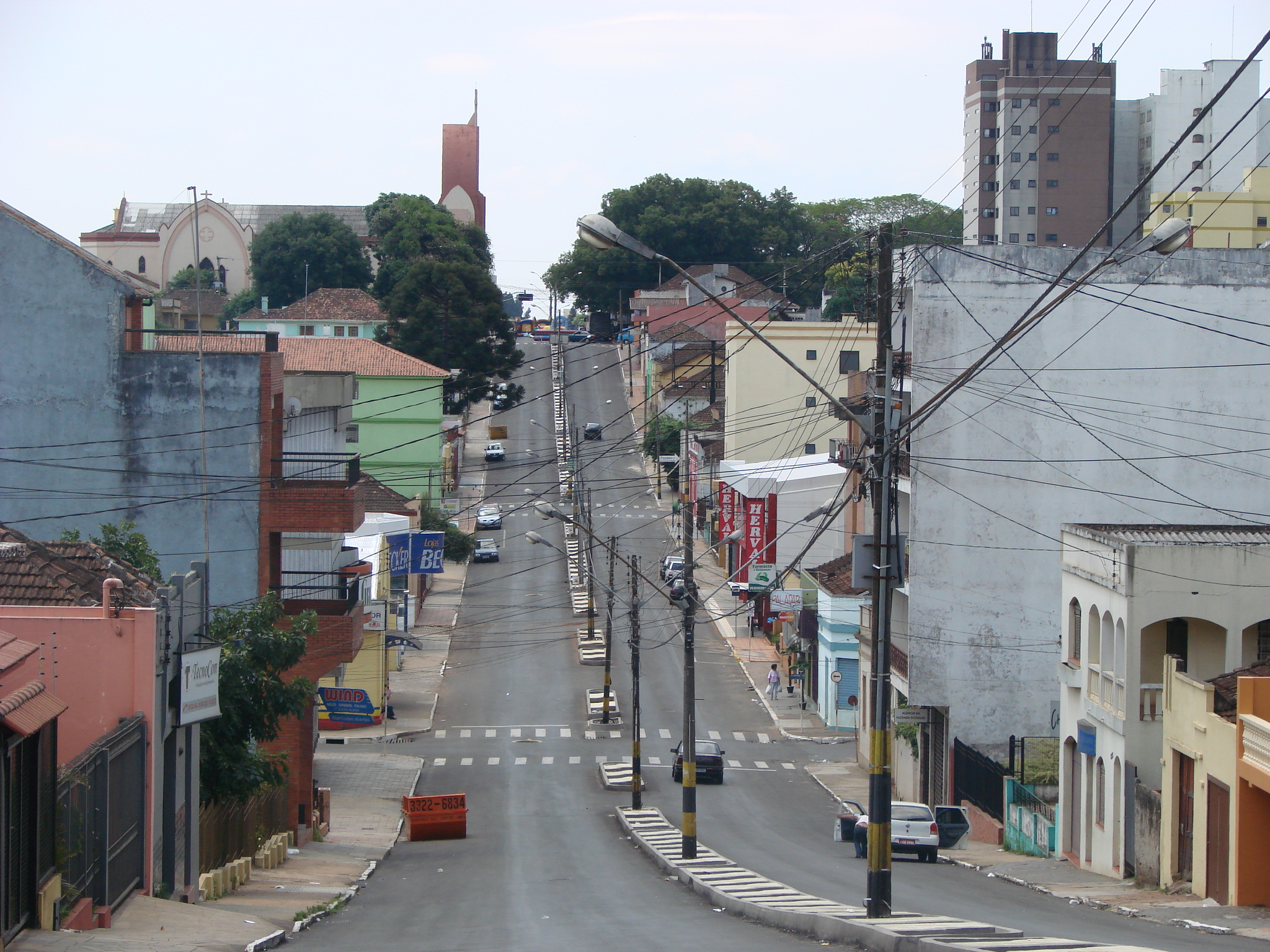
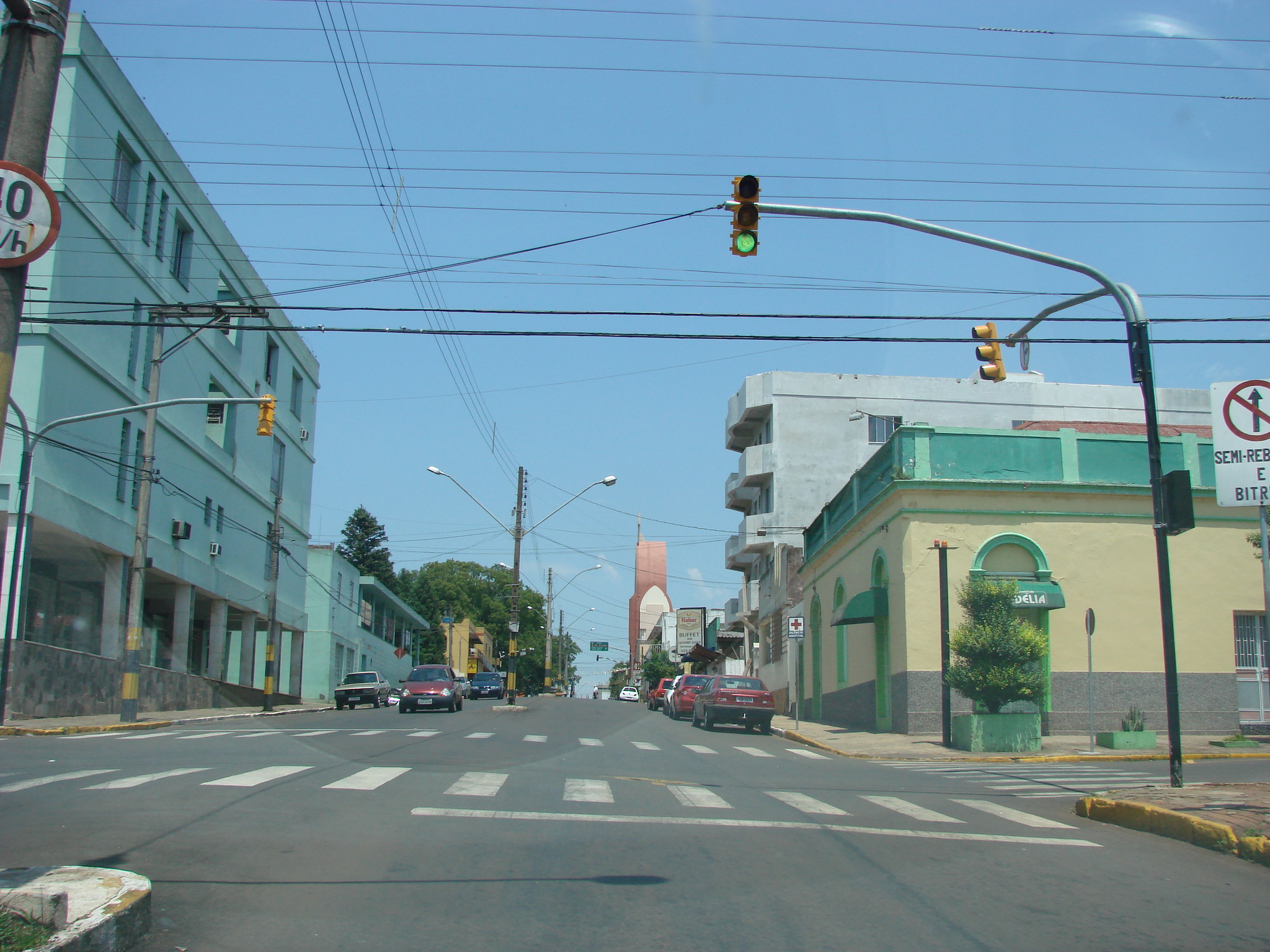
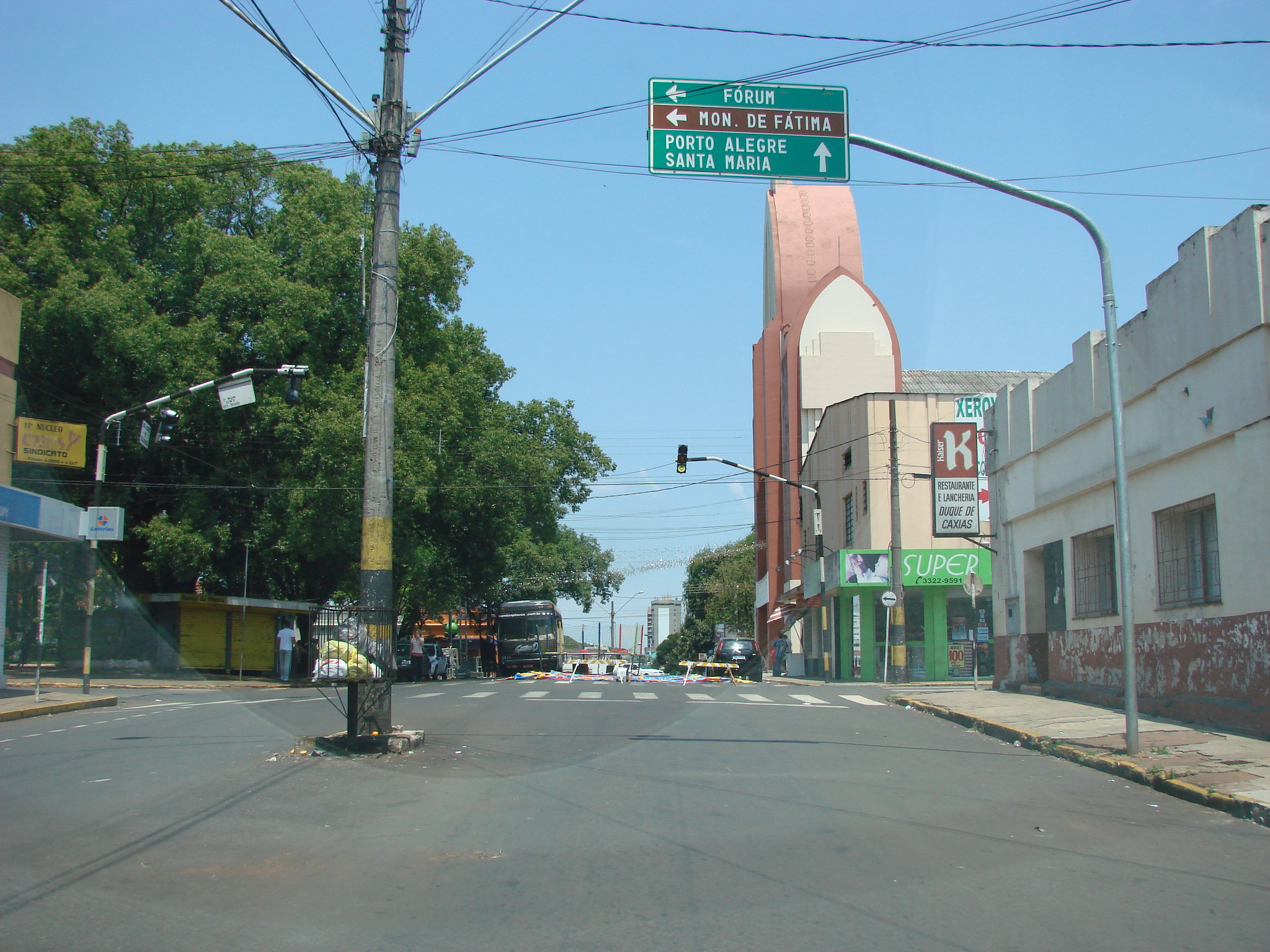
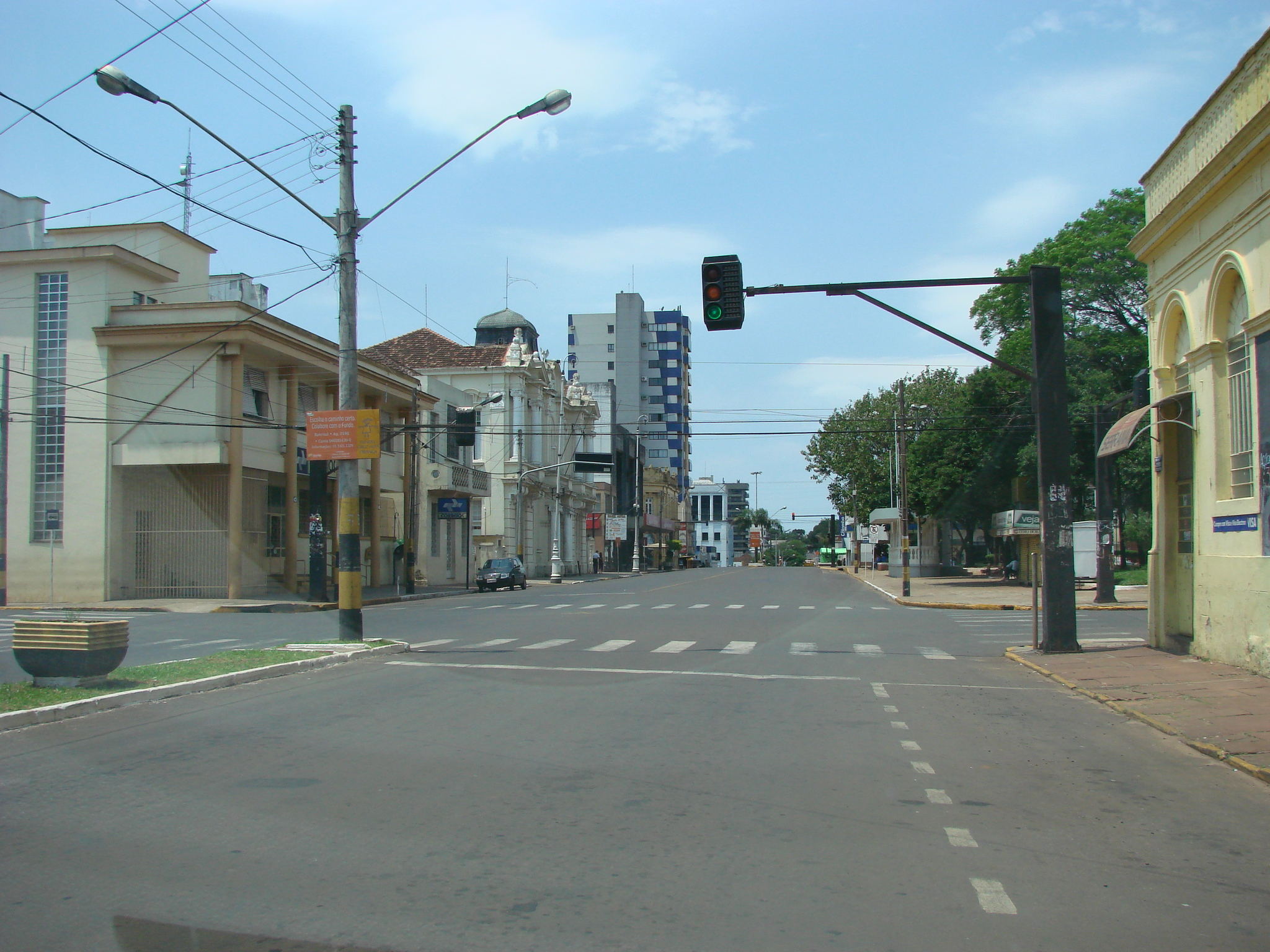
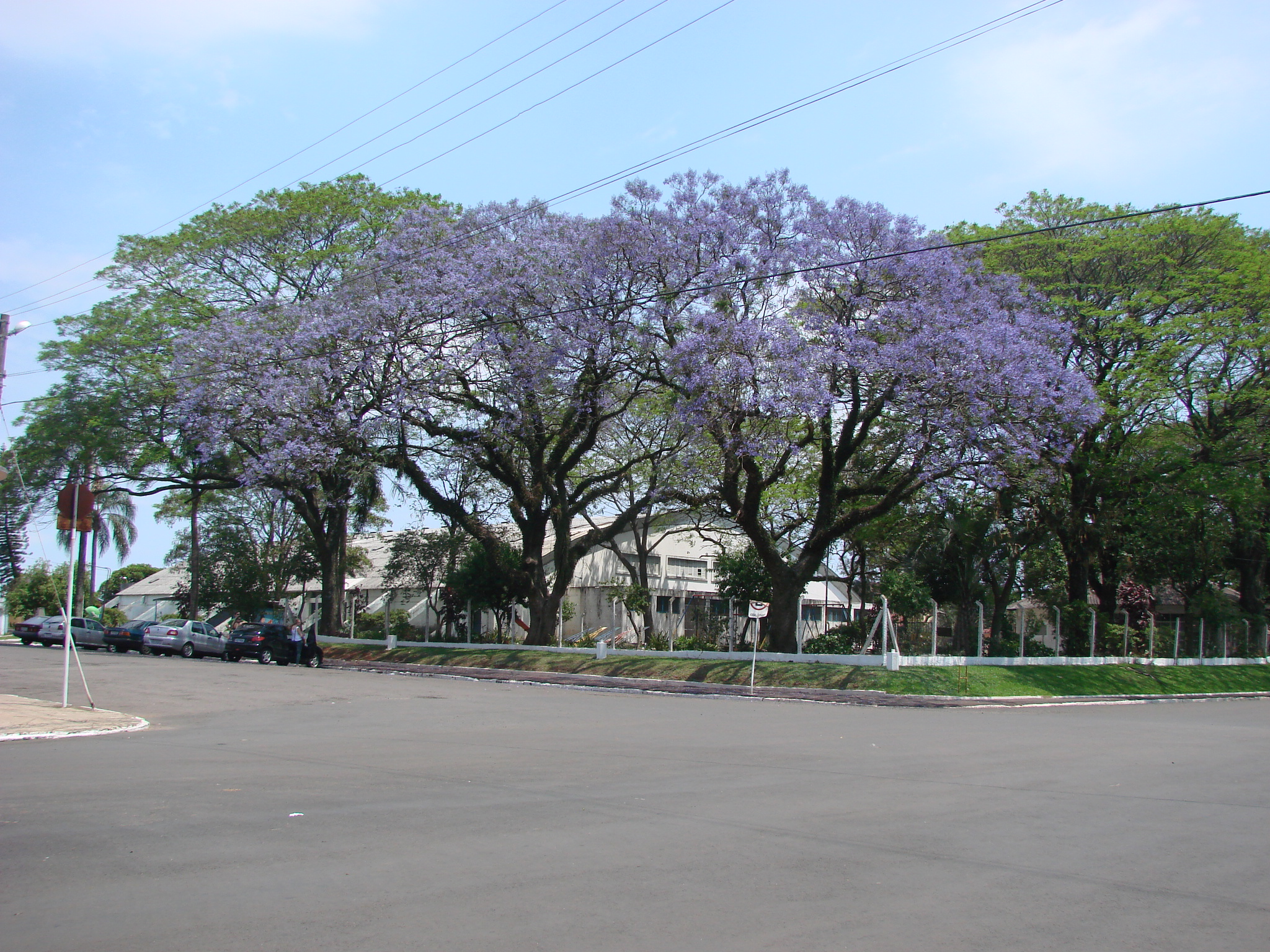
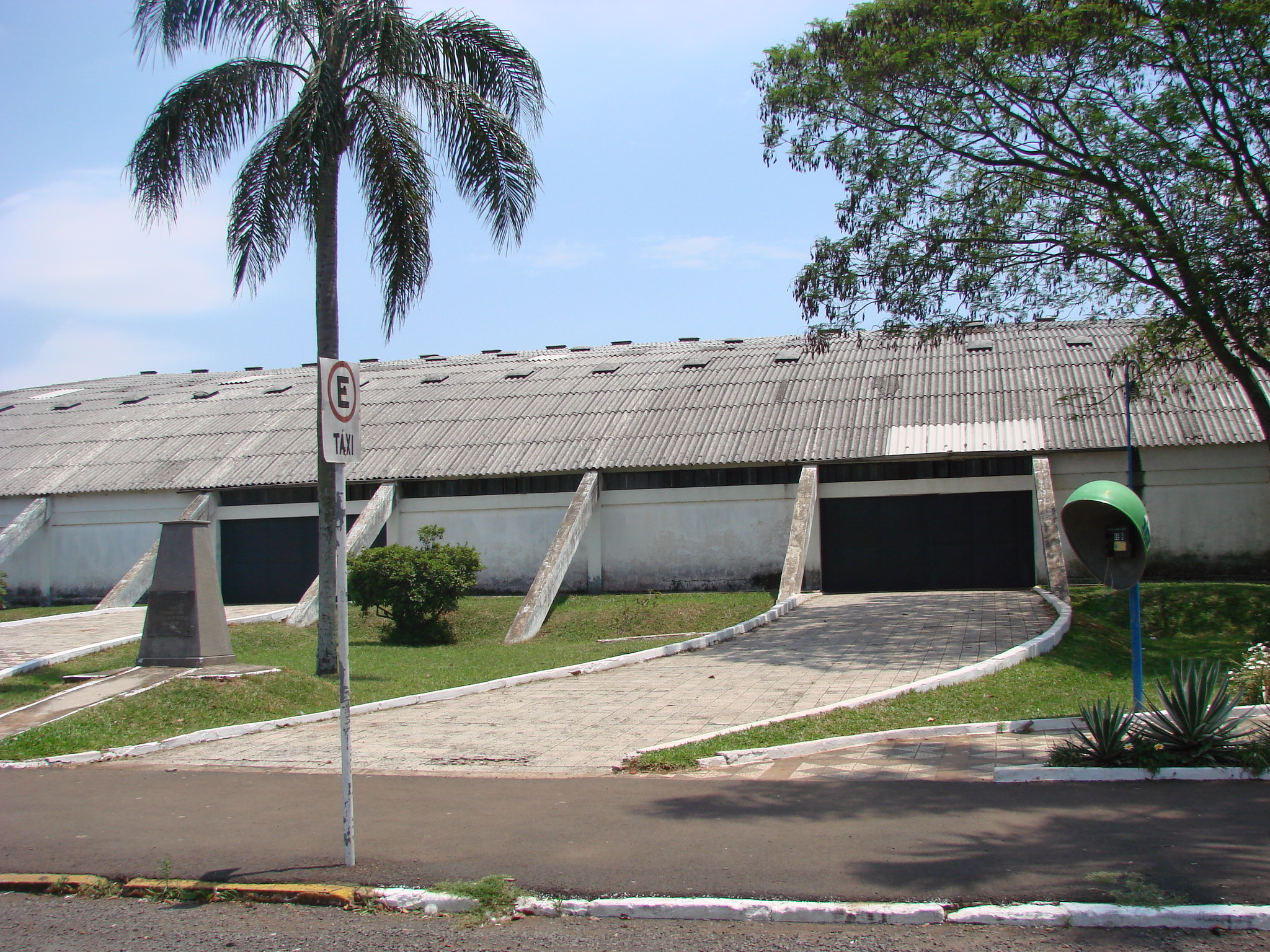
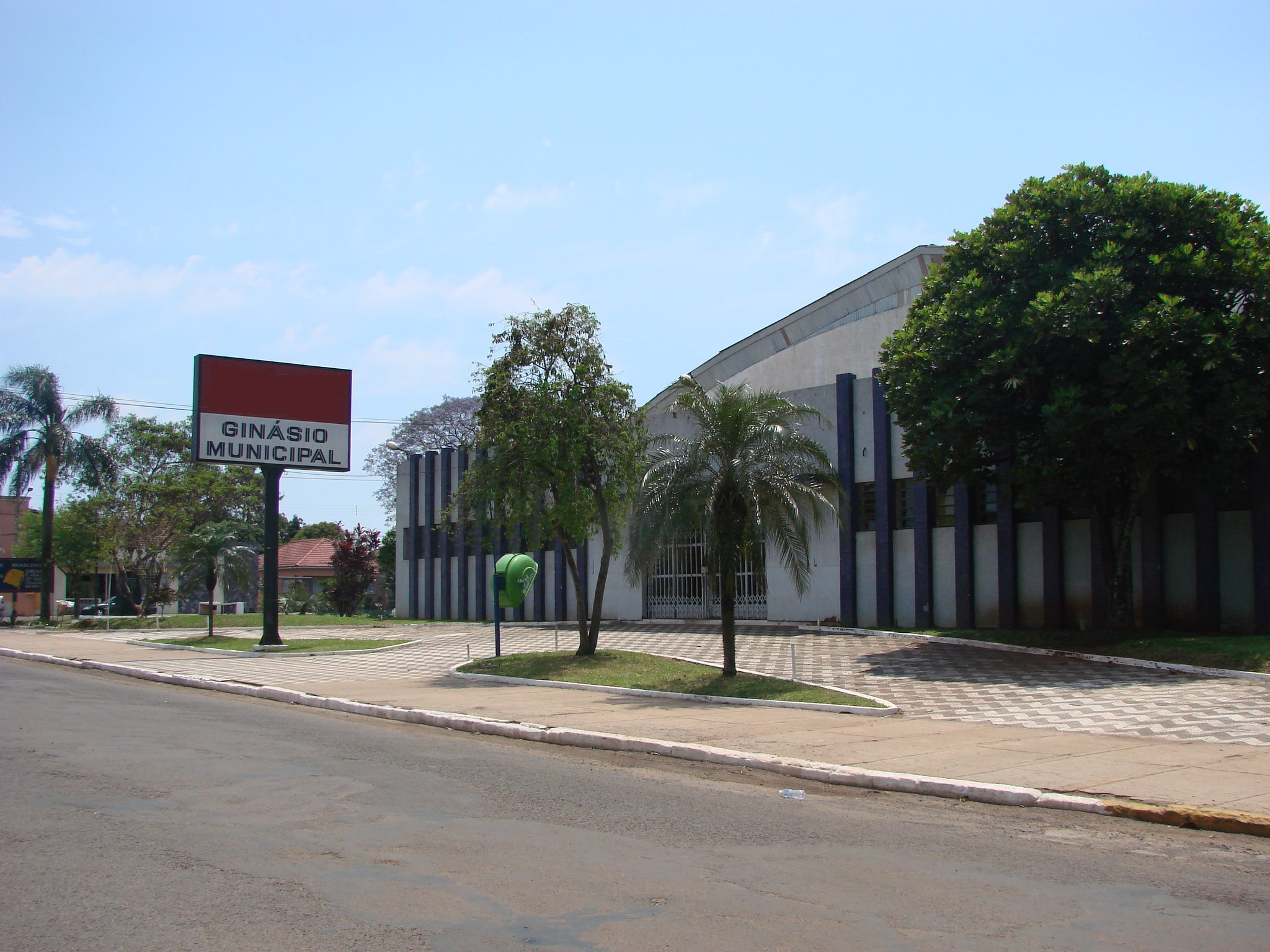
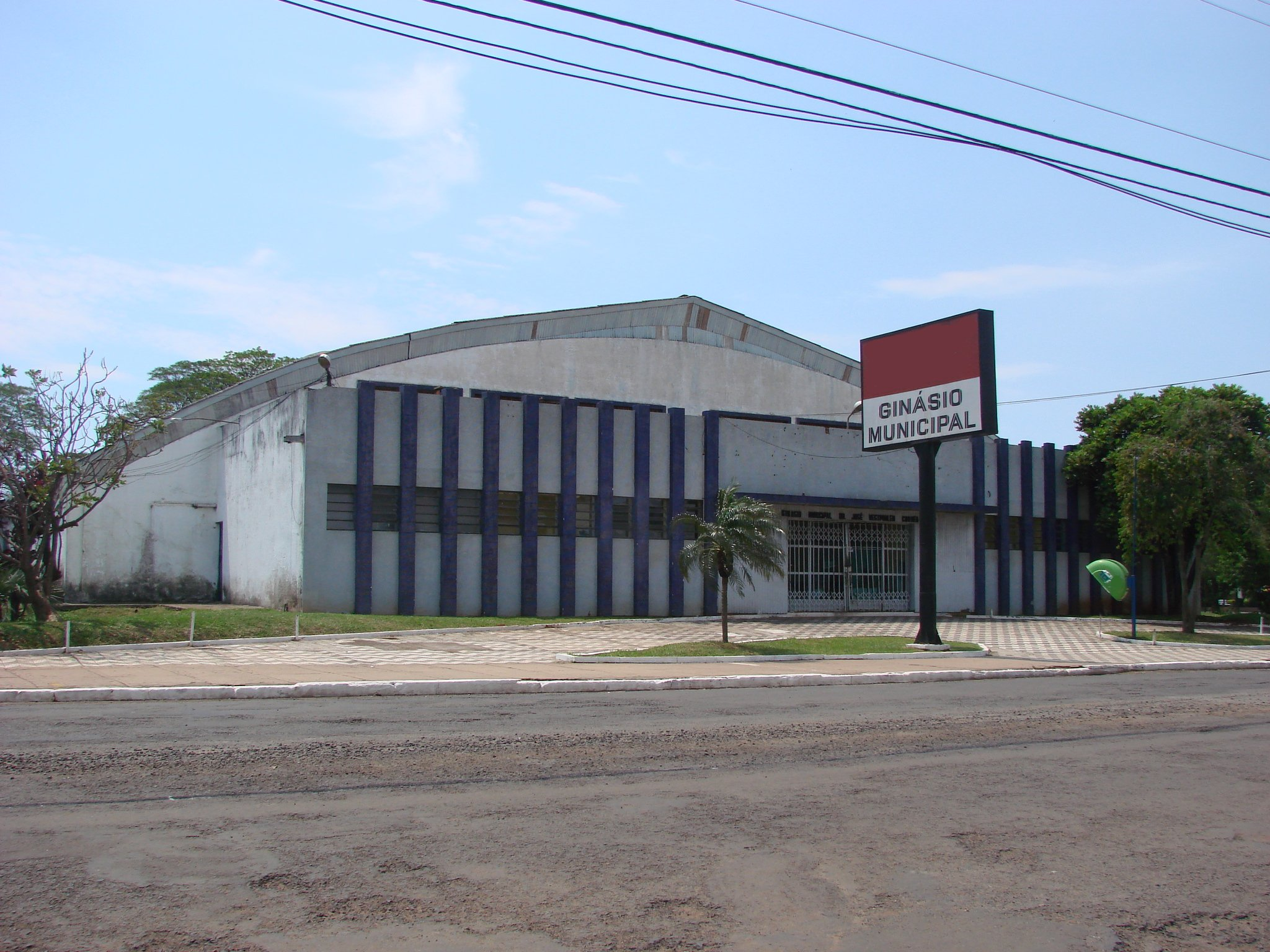
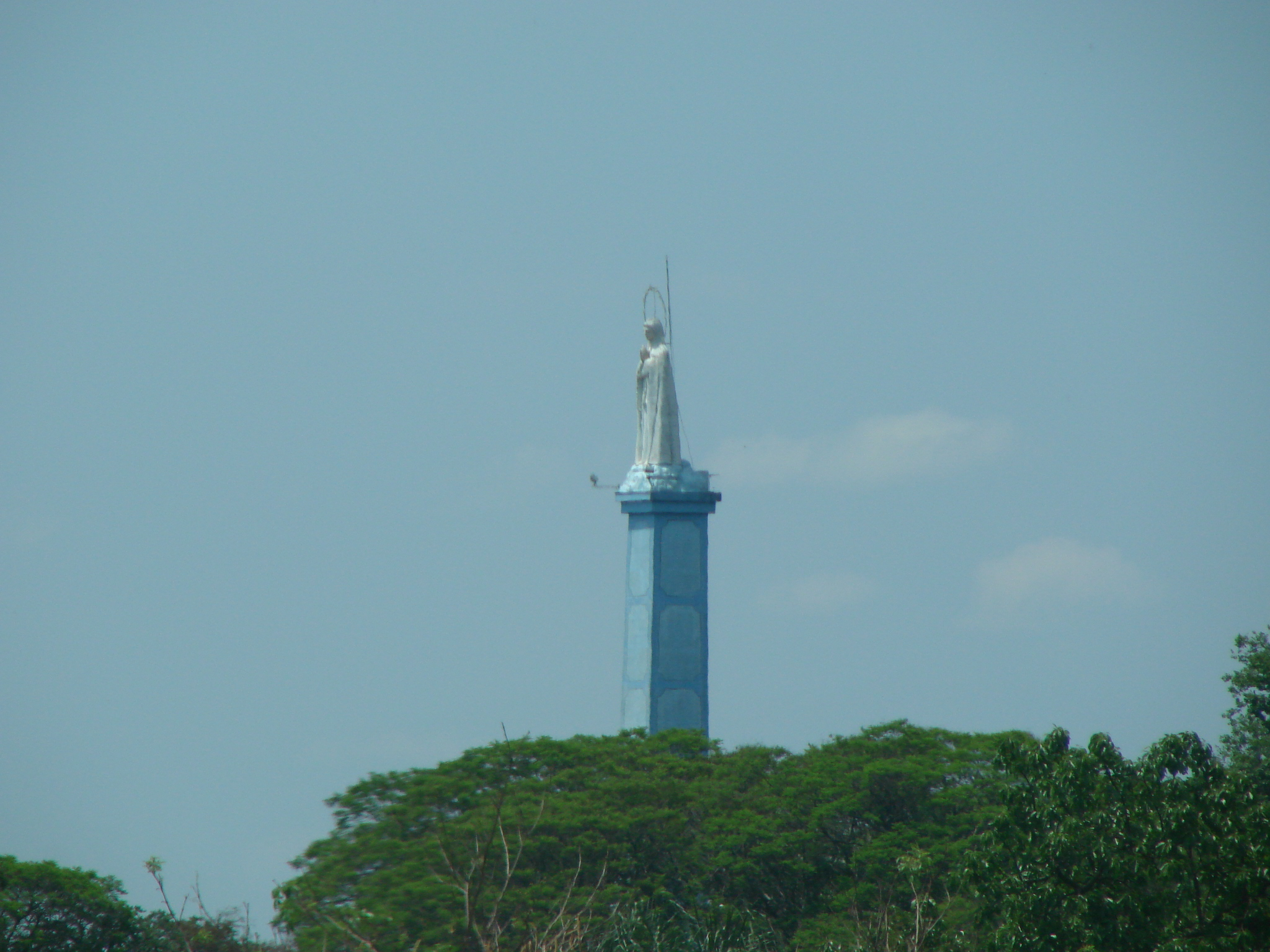
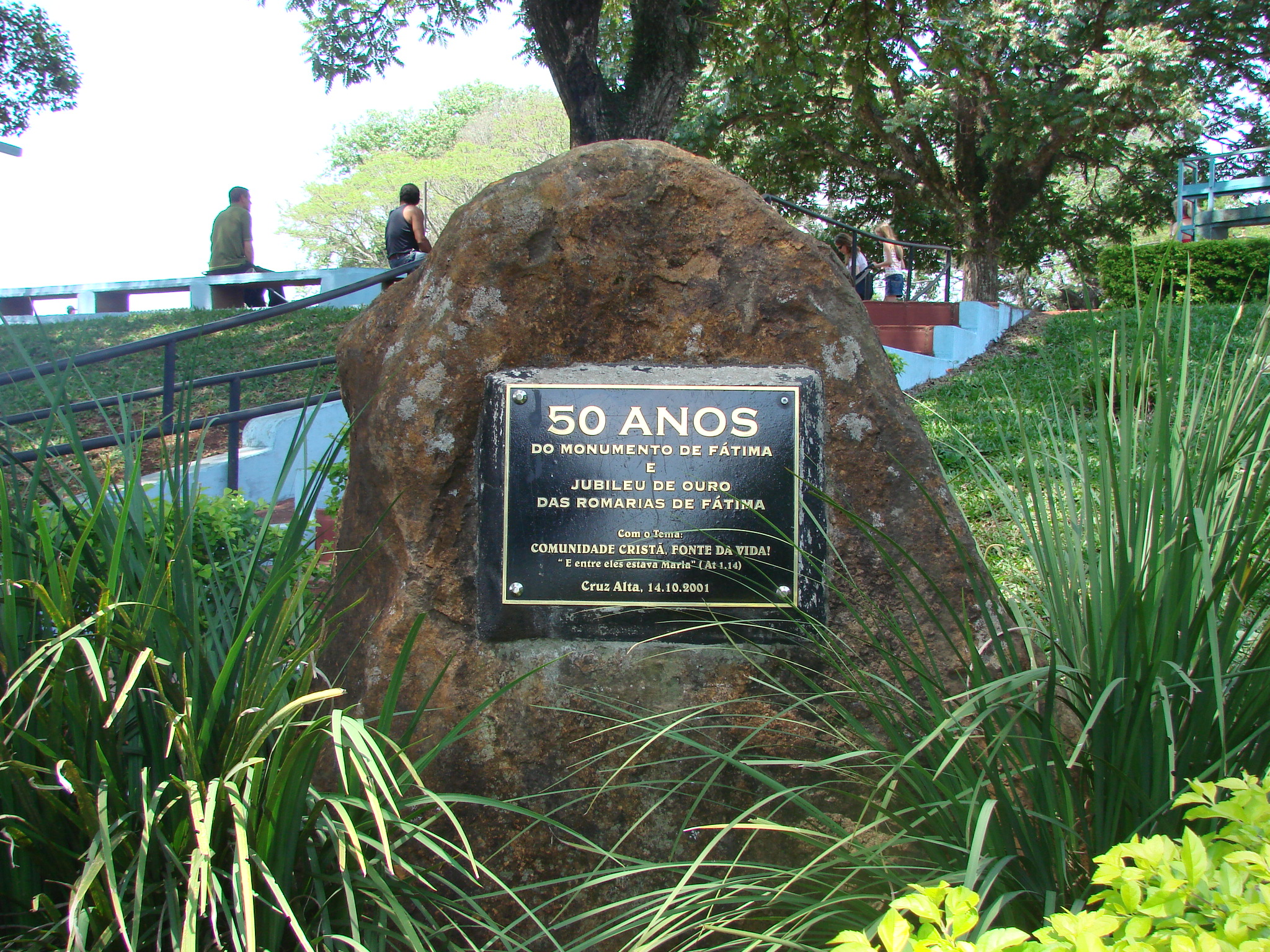
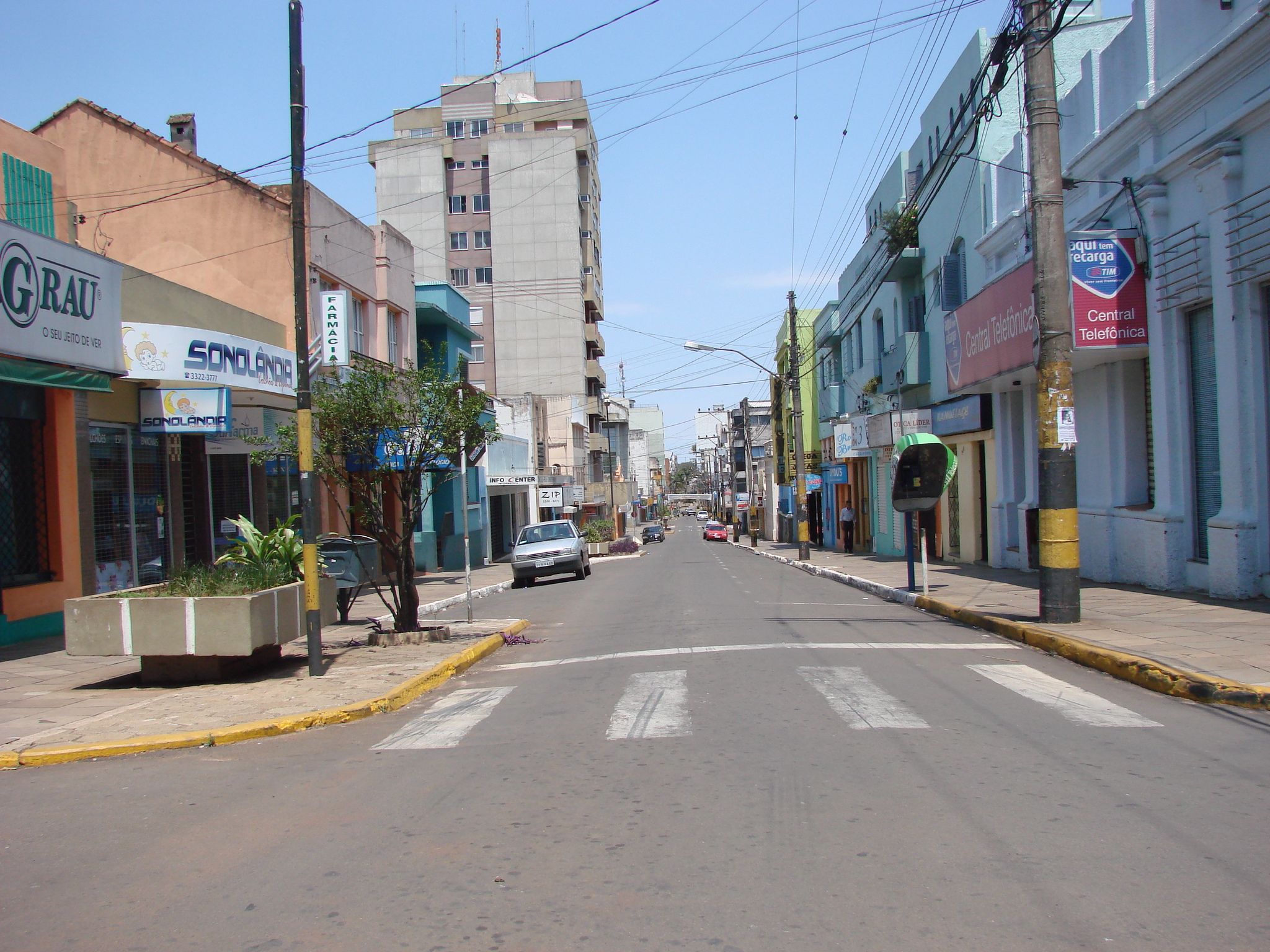
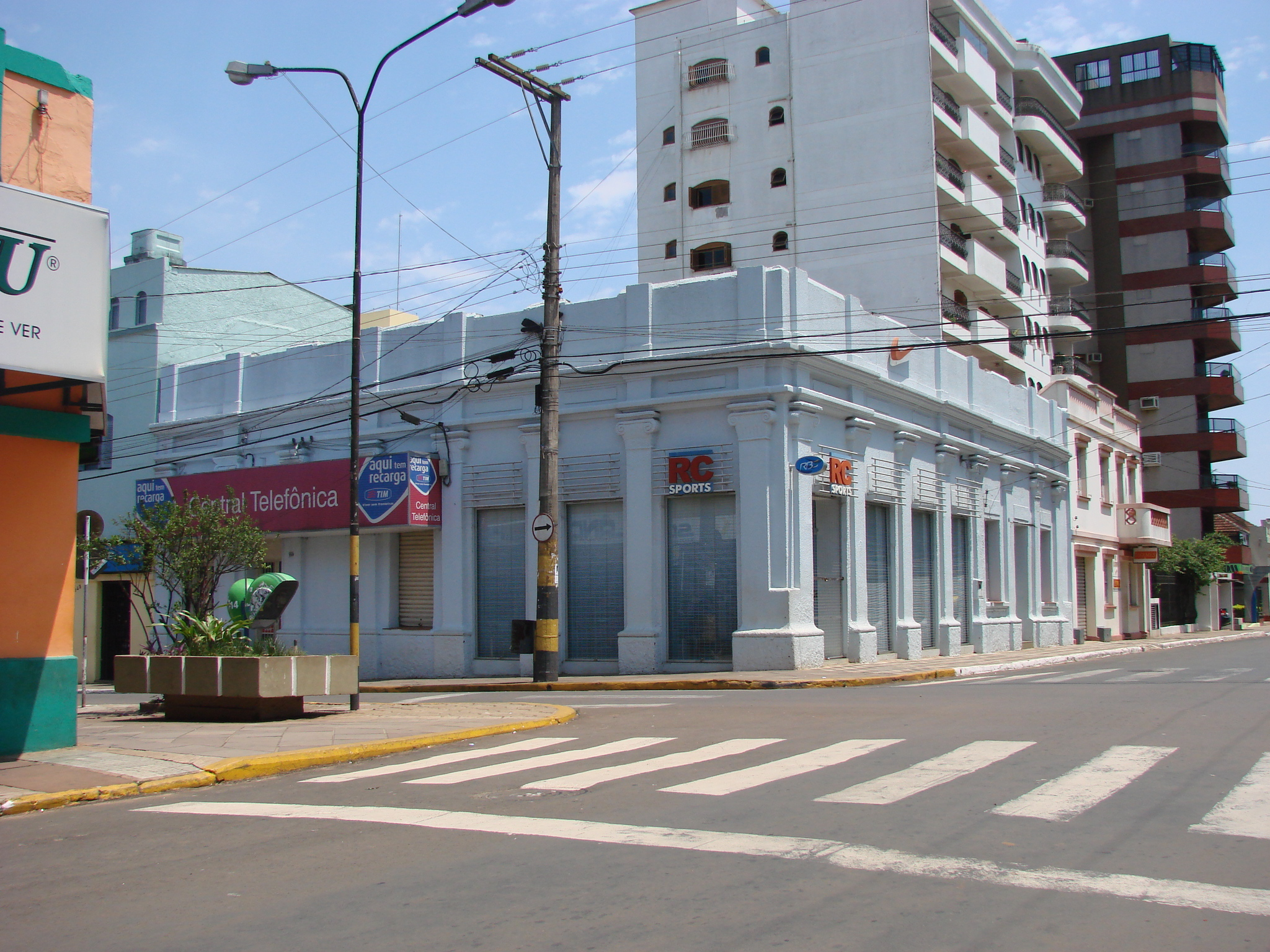
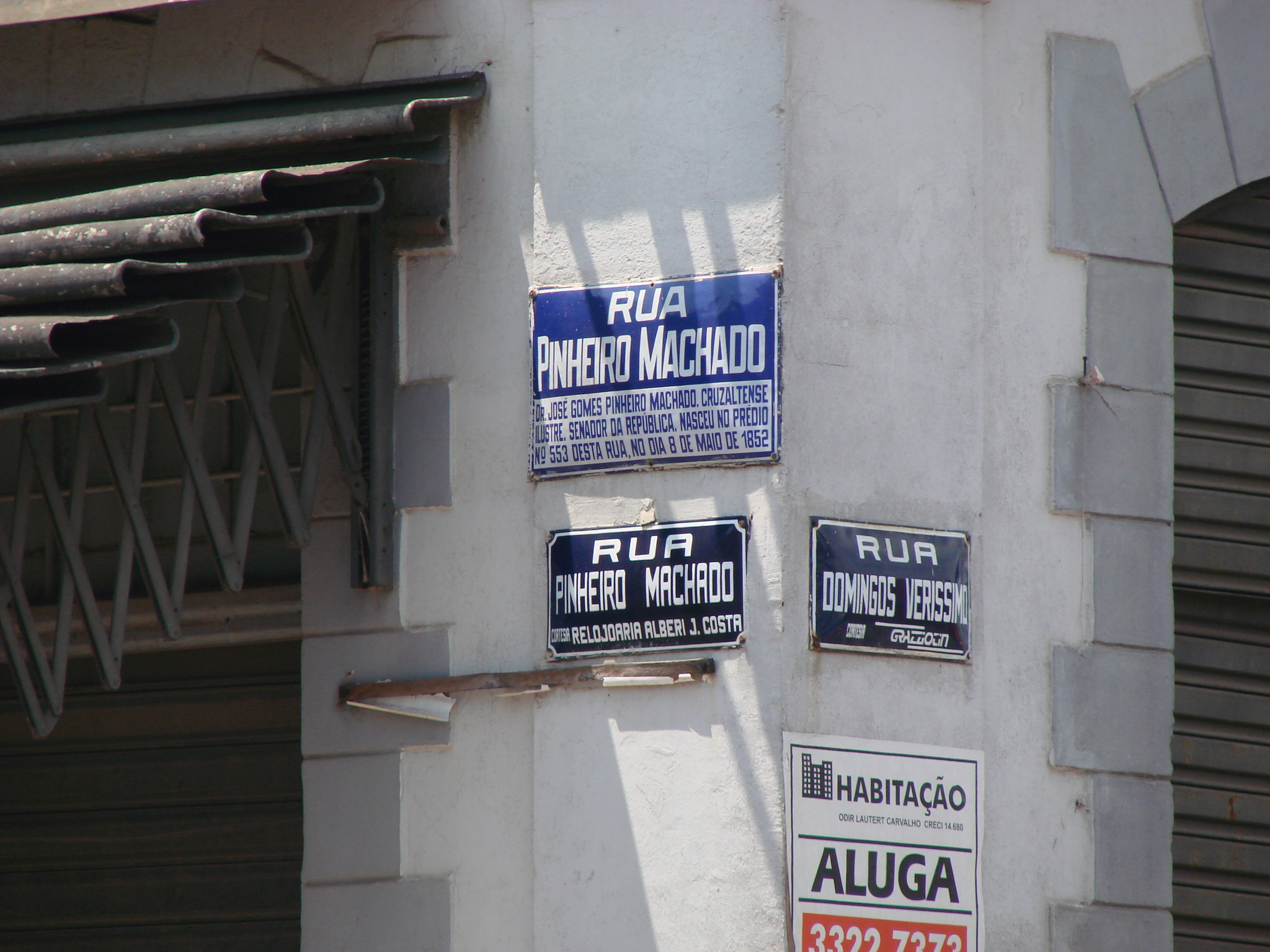
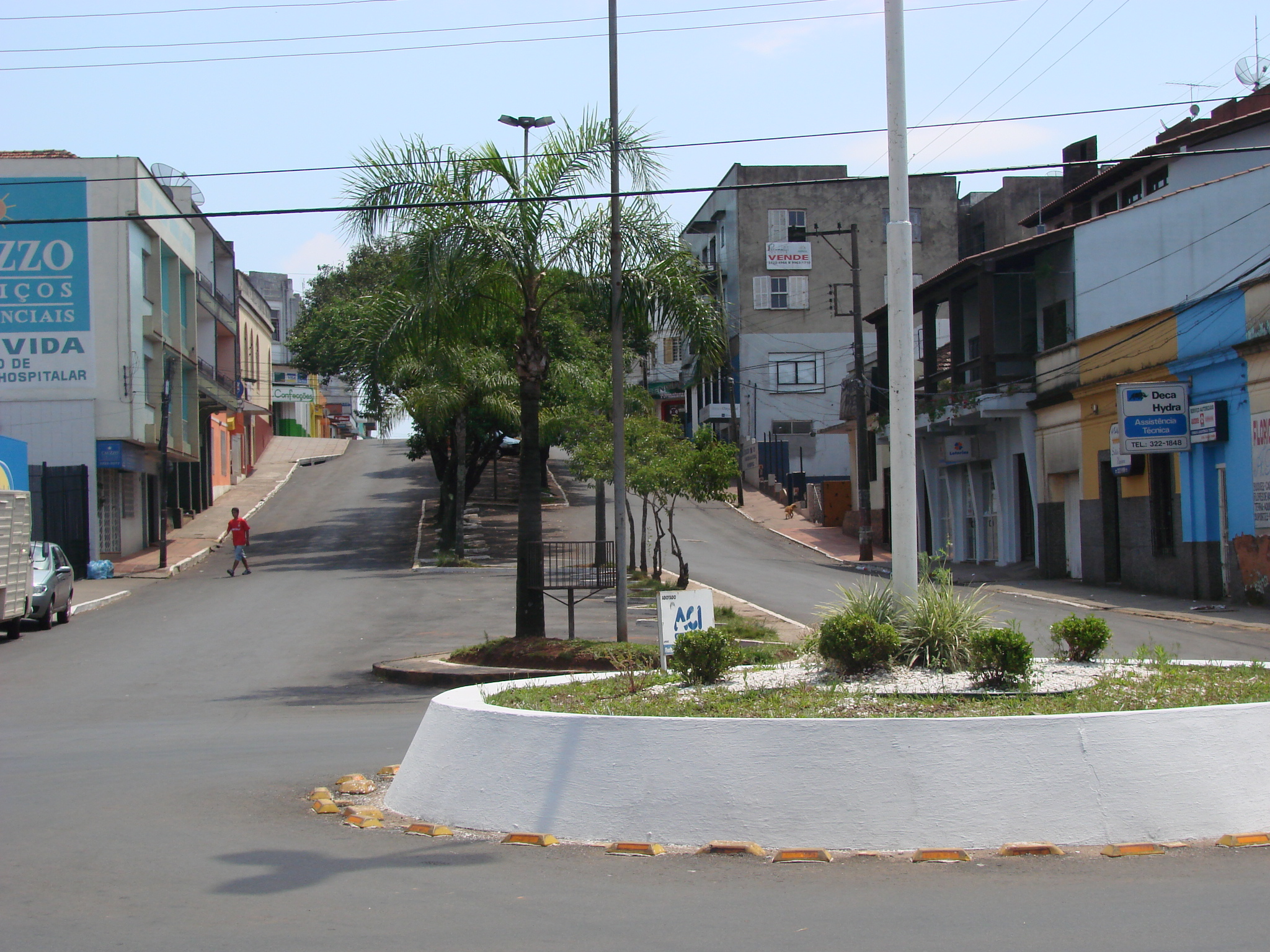
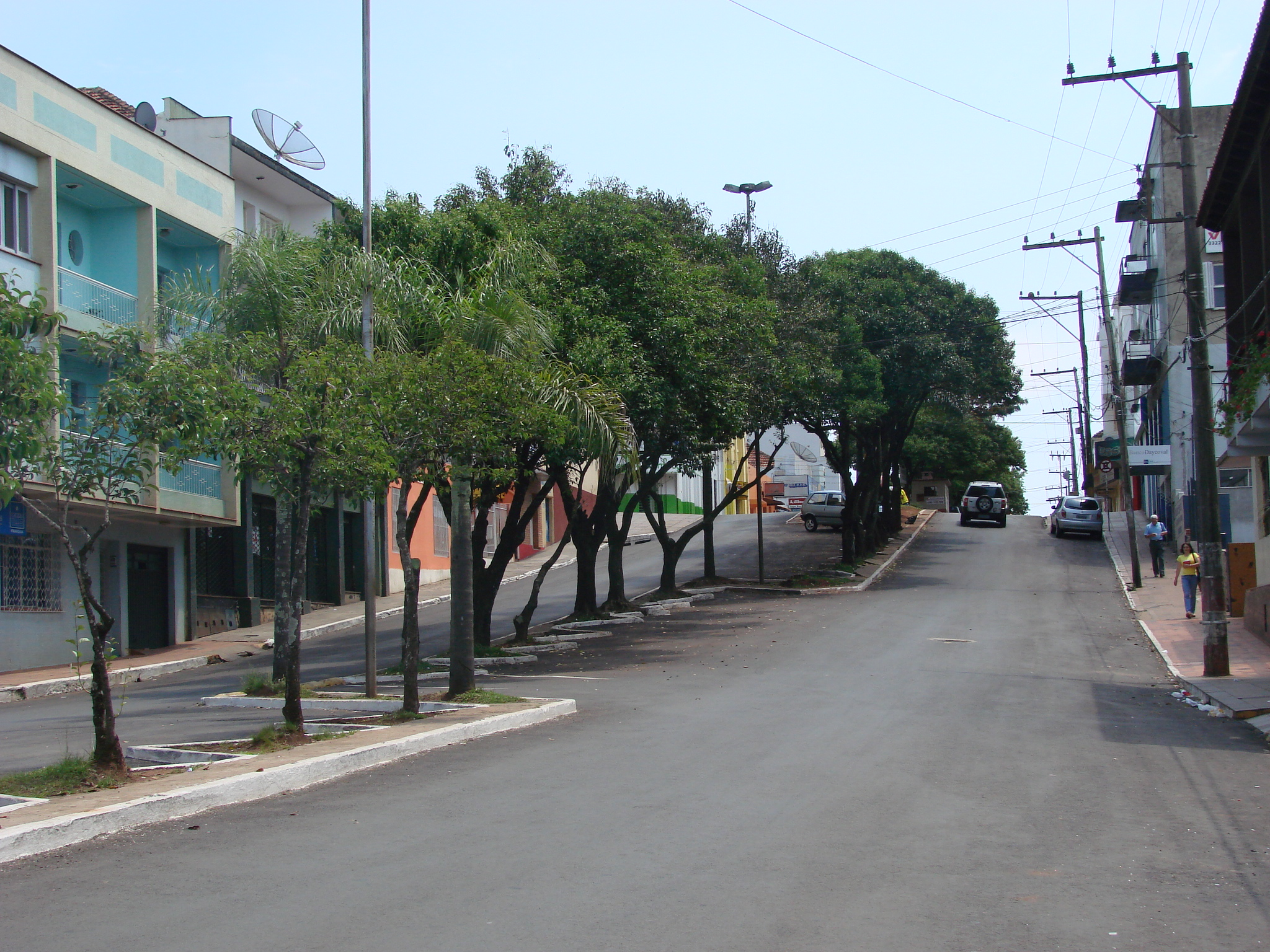
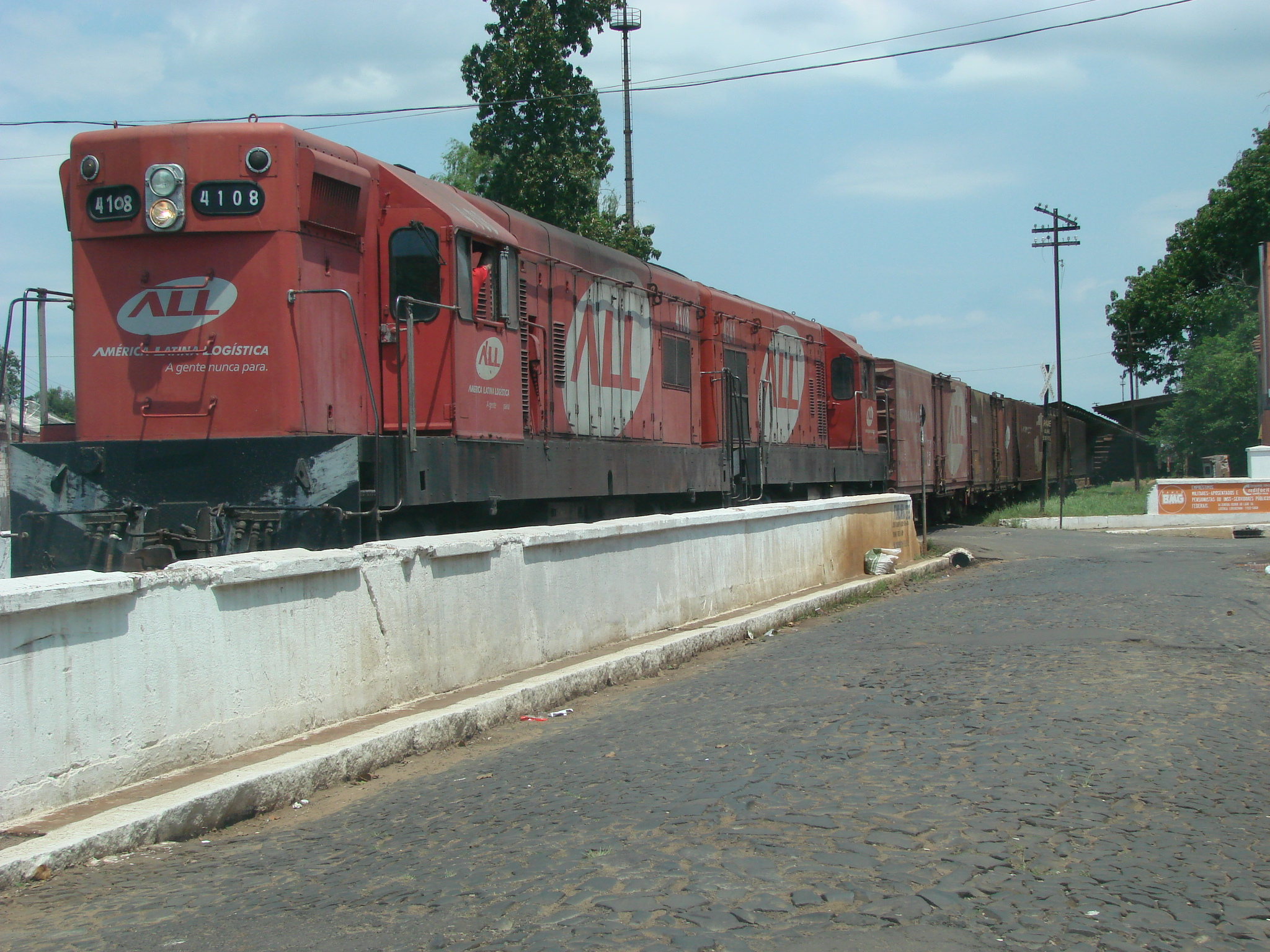
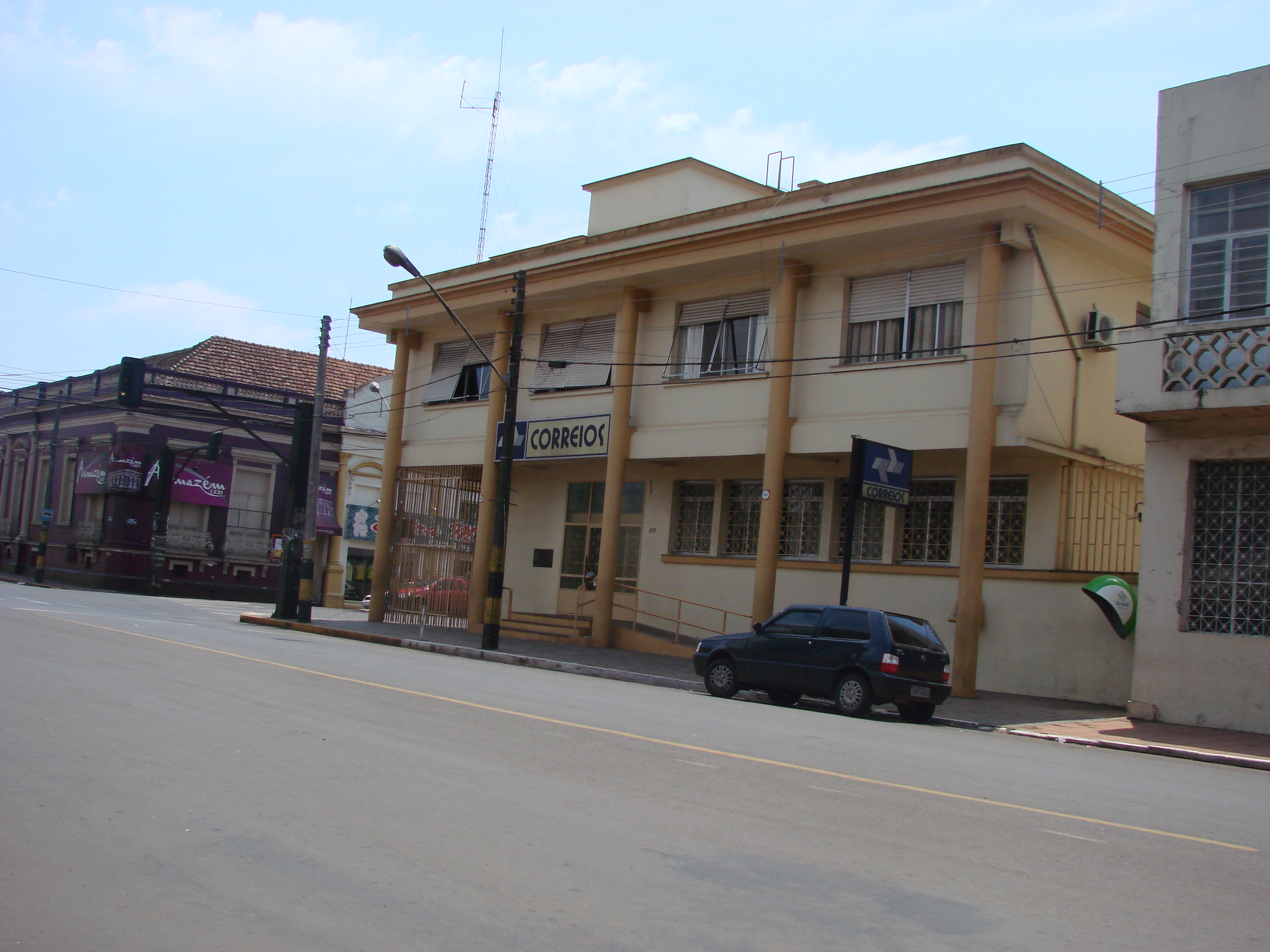
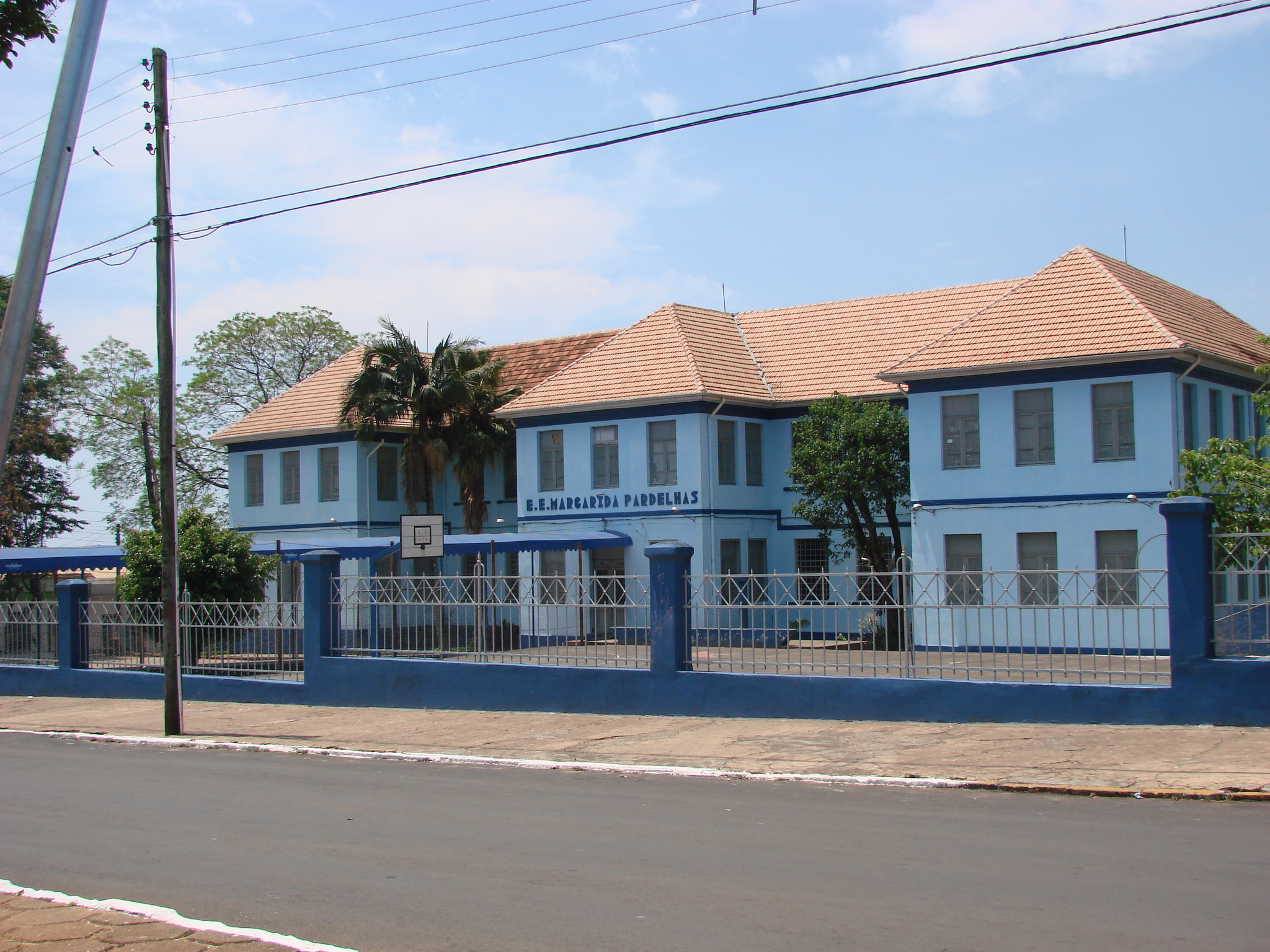
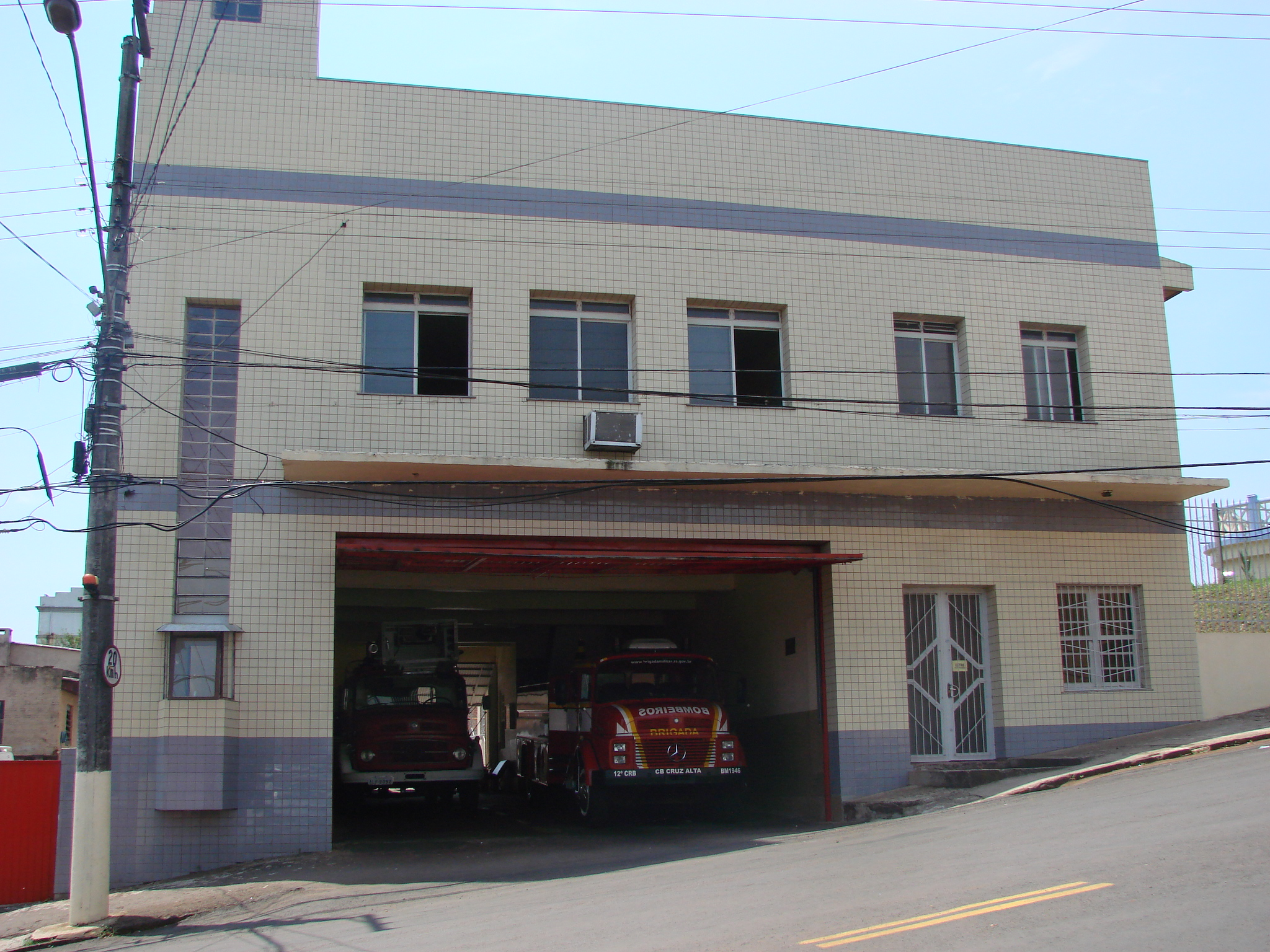
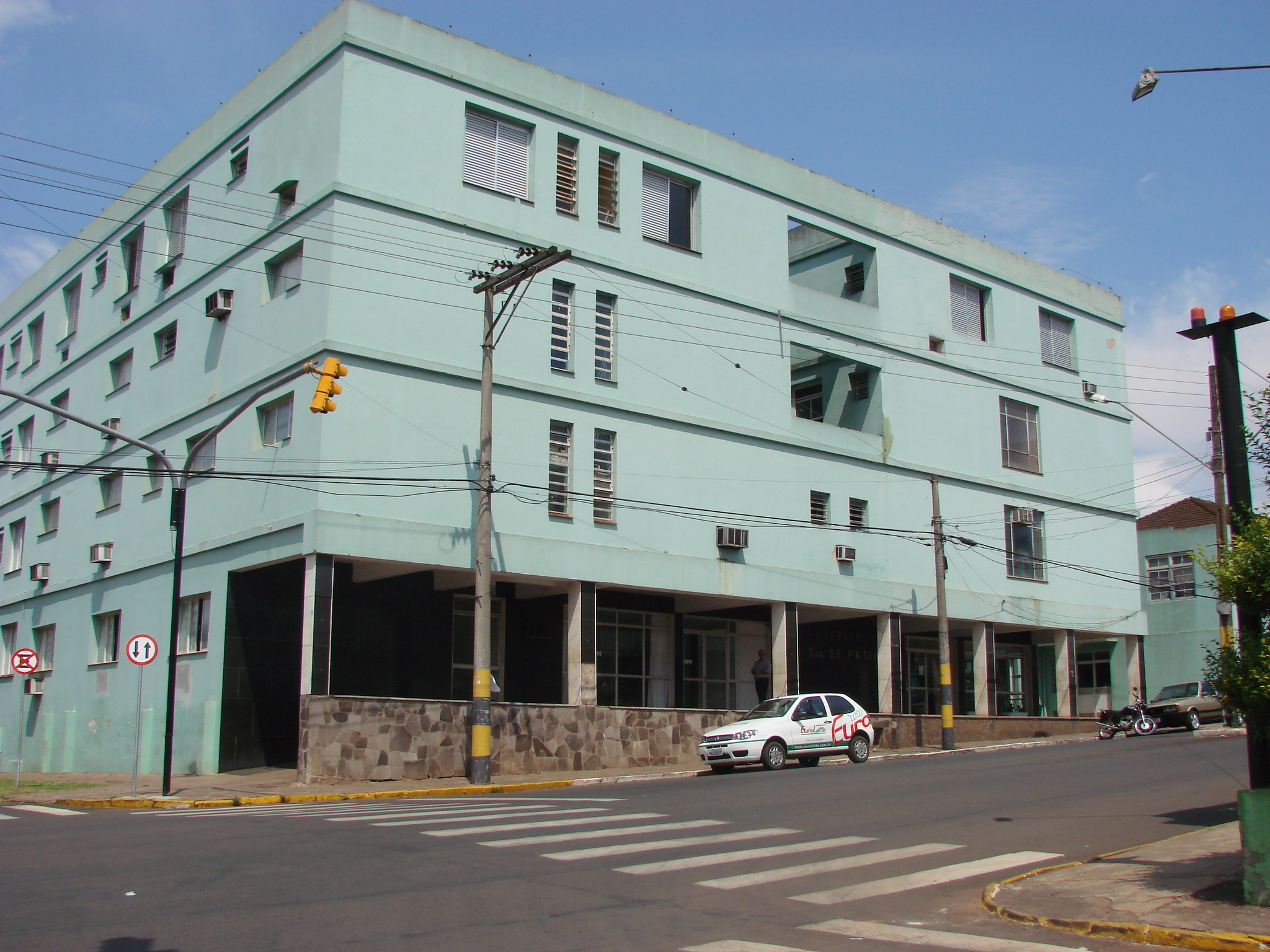
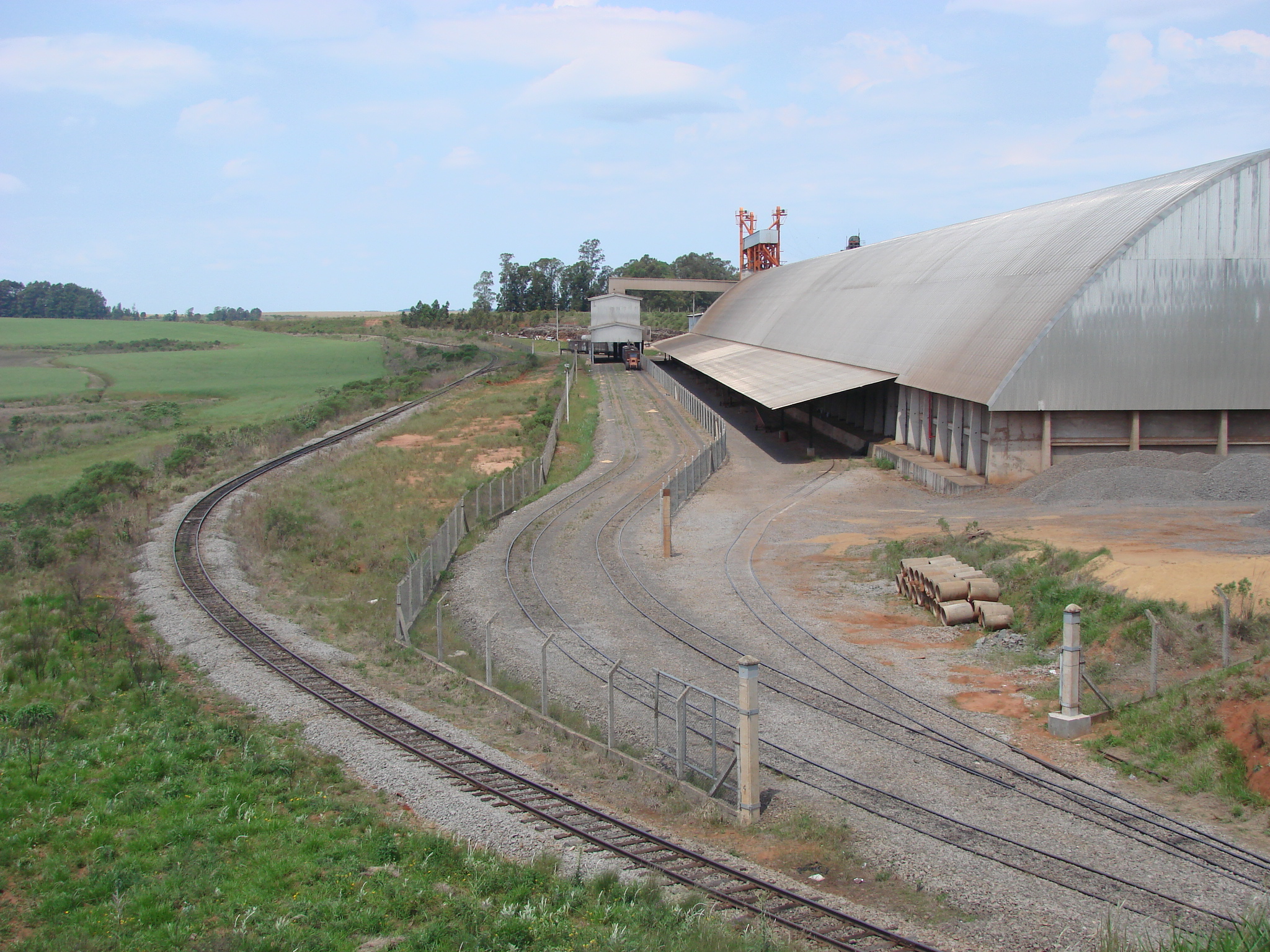
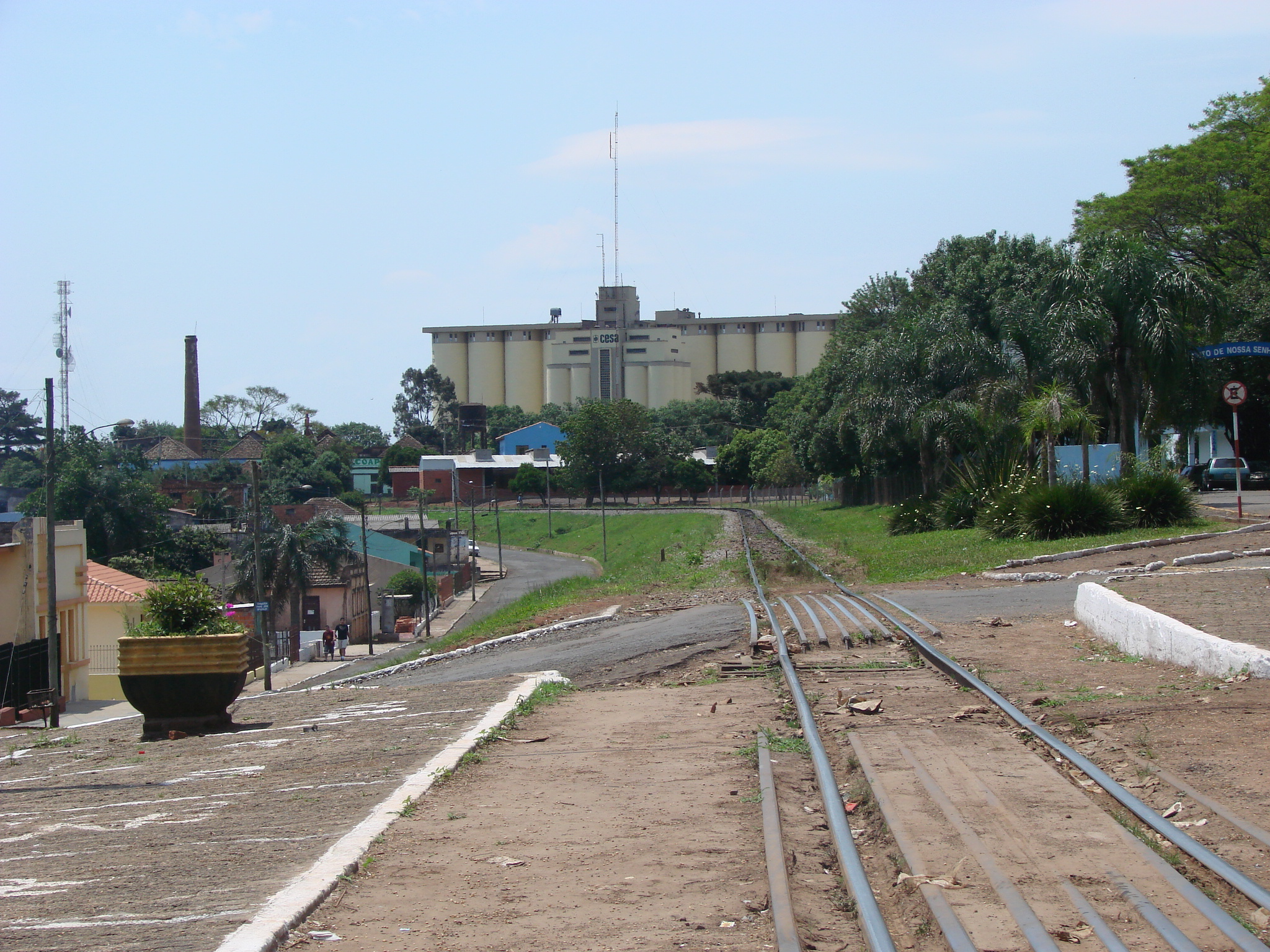

## География
Климат местности: субтропический.